# Gilberto Hernández (Fußballspieler)
Gilberto Hernández Bultrón (* 26. Juni 1997 in Colón; † 3. September 2023 ebenda) war ein panamaischer Fußballnationalspieler.

## Karriere

### Vereine
Hernández begann seine Profikarriere 2018 in seiner Heimatstadt beim lokalen Club CD Árabe Unido, für den er 60 Pflichtspiele absolvierte. 2022 wechselte er innerhalb der Liga zu Herrera FC und im Folgejahr zu CA Independiente de La Chorrera.

### Nationalmannschaft
Im März 2023 bestritt Gilberto Hernández zwei Freundschaftsspiele für die panamaische Fußballnationalmannschaft. Die Gegner waren Guatemala und Argentinien und in beiden Spielen wurde er eingewechselt.

## Tod
Am 3. September 2023 erlag Hernández den Verletzungen, die er in seiner Heimatstadt Colón bei einem bewaffneten Angriff auf eine Menschengruppe erlitten hatte.